# Francis Lai
Francis Lai ([fʁɑ̃sis lɛ:]; * 26. April 1932 in Nizza; † 7. November 2018 in Paris) war ein französischer Komponist und Akkordeonist. Für seine Arbeit an Love Story erhielt er 1971 den Oscar für die Beste Filmmusik.

## Leben
Lai wurde in den 1950er Jahren als kongenialer Begleitmusiker von Édith Piaf bekannt. Für sie wie auch für Juliette Gréco, Petula Clark, Ella Fitzgerald, Johnny Hallyday, Tom Jones, Nana Mouskouri, Mireille Mathieu und Frank Sinatra schrieb er rund 600 Chansons. Als Komponist war er Autodidakt.
Weltruhm erlangte er mit seinen Filmmusiken zu Ein Mann und eine Frau (1966), Love Story (1970) und Bilitis (1977). Für die Musik zu Love Story, die sich auf Tonträgern millionenfach verkaufte, erhielt er Anfang 1971 den Oscar für die beste Filmmusik. Das Titellied (Where Do I Begin) Love Story wurde gleich in mehreren Versionen zum Hit. Den größten hatte Andy Williams, der damit die Top 10 in Großbritannien und den USA erreichte. Daneben erreichten auch Lais eigene Version sowie Roy Clark, Shirley Bassey, Henry Mancini mit ihren Aufnahmen die Charts.
Mit dem Filmregisseur Claude Lelouch arbeitete er nach Ein Mann und eine Frau noch mehrmals zusammen, so bei Die Entführer lassen grüßen (L’Aventure c’est l’aventure, 1971), Ein Hauch von Zärtlichkeit (Si c’était à refaire, 1976), Allein zu zweit (À nous deux, 1979) und Ein jeglicher wird seinen Lohn empfangen … (Les uns et les autres, 1981). An 35 Filmen Lelouchs war er als Komponist beteiligt.
1978 veröffentlichte er die Musik zu dem Pferde-Film Alles Glück dieser Erde (International Velvet) mit Tatum O’Neal, Anthony Hopkins und Christopher Plummer. Lai komponierte auch die Musik für die zweite Staffel der Fernsehserie Das Traumschiff, nach eigenen Angaben noch unter dem Eindruck einer vorher unternommenen Kreuzfahrt.

## Interpreten seiner Chansons in Frankreich (alphabetisch)
- Isabelle Aubret: Amour de Norvège (1969).
- Charles Aznavour: Je n’attendais que toi (1983).
- Pierre Barouh: À l’ombre de nous (1966), Descente (1968).
- Jean-Paul Belmondo: J’en ai tant vu (1995).
- Richard Berry: Plus fort que nous und Cent ans déjà (1986).
- Frida Boccara: Un homme et une femme (1967).
- Petula Clark: C’est toujours l’heure de l’amour (1969), Il faut trouver le temps d’aimer (1970).
- Noëlle Cordier: J’avais 16 ans (1968), Les Oiseaux (1969).
- Nicole Croisille: Un homme et une femme (1966), Vivre pour vivre (1967), Killy und Where Did Our Summers Go (1968), Le Passager de la pluie (1969), Les uns et les autres (1981), Femme parmi les femmes, Il y avait, Images, Avant toi und Un deuxième amour (1984), Itinéraire d’un enfant gâté (1988), Les Clés du paradis (1990).
- Dalida: Pour qui, pour quoi (1970).
- Arielle Dombasle: Nada Mas (1988).
- Jacqueline Dulac: Lorsqu’on est heureux und Venise sous la neige (1967), On pleure le matin (1968), Quand (1969), Lettre des îles und Londres ce soir (1970).
- Jacques Dutronc: Ballade du Bon et des Méchants (1975).
- Marthe Keller: Les Paillettes de l’amour (1984).
- Pablo Gilabert: Marie, Maria, Mariage (1992).
- Jean Guidoni: Qui me dira ? (1988).
- Johnny Hallyday: L’Aventure c’est l’aventure (1972).
- Françoise Hardy: Femme parmi les femmes für den Film Si c’était à refaire (1976).
- Patricia Kaas: La Chanson des Misérables  (1995).
- Marthe Keller: Les Paillettes de l’amour (1984).
- Marie Laforêt: Je voudrais tant que tu comprennes (1966) und Requiem pour trois mariages (1968).
- Philippe Léotard: Tout ça pour ça (1993).
- Allain Leprest: Rimbaud (1984).
- Nathalie Lermitte: La Voix de ma vie (2015).
- Danièle Licari: Treize jours en France (1968).
- Claudine Longet: Un homme et une femme
- Mama Béa: Prière (1983).
- Mireille Mathieu: Tu riais, Je n’ai jamais eu de poupées, Je ne sais rien de toi, Je t’aime à en mourir, Tout a changé sous le soleil et Tout pour être heureux (1972), La bonne année (1973), Je t’aime avec ma peau (1978), dann La Vie n’est plus la vie sans nous, Chansons des rues (2002), Un peu d’espérance (2005), Mayerling, Une histoire d’amour und andere.
- Yves Montand: La Bicyclette (1968).
- Nana Mouskouri: Serons-nous spectateurs (1986).
- Nicoletta: Le Petit Matin (1971), Autant mourir au soleil (1973).
- Bulle Ogier / Rufus: Mariage (1974).
- Édith Piaf: L’Homme de Berlin (1960), C’était pas moi und Les Gens (1961).
- Serge Reggiani: Les Objets perdus und Les Fruits de mer (1975).
- Séverine: Du soleil plein les yeux (1971).
- Linda de Suza: Blessée peut-être (1985).
- Jacques Villeret: Ballade d’un enfant du siècle (1979).

## Filmografie (Auswahl)
- 1966: Ein Mann und eine Frau (Un homme et une femme)
- 1967: Action Man (Le Soleil des voyous)
- 1967: Lebe das Leben (Vivre pour vivre)
- 1967: Was kommt danach…? (I’ll Never Forget What’s ’isname)
- 1968: Hannibal Brooks
- 1968: Jedes Kartenhaus zerbricht (House of Cards)
- 1968: Mayerling
- 1969: 2 durch 3 geht nicht (Three Into Two Won’t Go)
- 1969: Hello – Goodbye
- 1970: Affäre in Berlin (Berlin Affair)
- 1970: Der aus dem Regen kam (Le Passager de la pluie)
- 1970: Love Story (Love Story)
- 1970: Voyou oder Ein Strolch in Paris (Le Voyou)
- 1971: Dans la poussière du soleil
- 1971: Smic, Smac, Smoc – Die Drei vom Trockendock (Smic, Smac, Smoc)
- 1971: Petroleum-Miezen (Les Pétroleuses)
- 1971: Die Entführer lassen grüßen (L’Aventure, c’est l’aventure)
- 1973: Ein glückliches Jahr (La bonne année)
- 1973: Reigen
- 1974: Ein Leben lang (Toute une vie)
- 1974: Sommerliebelei (Un amour de pluie)
- 1975: Emmanuelle 2 – Garten der Liebe (Emmanuelle: L’Antivierge)
- 1975: Das ganz große Ding (La Baby-Sitter)
- 1976: Der Gute und die Bösen (Le Bon et les méchants)
- 1976: Der Körper meines Feindes (Le Corps de mon ennemi)
- 1976: Ein Hauch von Zärtlichkeit (Si c’était à refaire)
- 1977: Bilitis (DE: Platin, FR: ×2Doppelplatin )[6]
- 1977: Ein anderer Mann, eine andere Frau (Un autre homme, une autre chance)
- 1978: Leidenschaftliche Blümchen
- 1978: Ein Mann sucht eine Frau (Robert et Robert)
- 1978: Alles Glück dieser Erde (International Velvet)
- 1979: Allein zu zweit (À nous deux)
- 1981: Ein jeglicher wird seinen Lohn empfangen … (Les Uns et les autres)
- 1983: Das Traumschiff: Kenia (November)
- 1983: Das Traumschiff: Karibik
- 1983: Das Traumschiff: Kenia (Dezember)
- 1983: Das Traumschiff: Amazonas
- 1984: Das Traumschiff: Rio
- 1984: Dog Day – Ein Mann rennt um sein Leben (Canicule)
- 1984: Die Bestechlichen (Les Ripoux)
- 1985: Marie – Eine wahre Geschichte (Marie)
- 1985: Gefahr für die Liebe – AIDS
- 1987: Die Zeit des Verbrechens (Attention bandits!)
- 1987: Schwarze Augen (Oci ciornie)
- 1988: Bernadette – Das Wunder von Lourdes
- 1988: Der Löwe (Itinéraire d’un enfant gâté)
- 1989: Zu schön für Dich (Trop belle pour toi)
- 1990: La Passion de Bernadette
- 1990: Gauner gegen Gauner (Ripoux contre ripoux)
- 1993: Alles für die Liebe (Tout ça … pour ça !)
- 1995: Les Misérables
- 1998: Begegnung in Venedig (Hasards ou coïncidences)
- 2003: Die Bestechlichen 3 – Rückkehr eines Gauners (Ripoux 3)